# Georg Ludwig Rudolf Maercker
Georg Ludwig Rudolf Maercker (Baldenburg, 21 settembre 1865 – Dresda, 31 dicembre 1924) è stato un generale tedesco durante la prima guerra mondiale. Propose per primo la formazione di Freikorps da utilizzare per reprimere i moti di ispirazione comunista sorti in Germania dopo la guerra e ne fu uno dei comandanti.

## Primi anni
Era il primo dei cinque figli del giudice distrettuale Theodor Maercker e di Ida Rehbein. La sua famiglia era probabilmente originaria di Calbe ma tra la fine del XVIII e l'inizio del XIX secolo suo bisnonno, Johann Simon Maercker (1764-1836), si trasferì a Marienwerder nella Prussia occidentale come ufficiale medico. Suo padre combatté sia nella guerra austro-prussiana del 1866 che, come ufficiale di riserva, nella guerra franco-prussiana del 1870-1871, lasciandovi la vita nel 1871 quando Georg aveva 6 anni.

## Carriera militare
L'addestramento militare di base di Maercker inizia nel collegio propedeutico del corpo dei cadetti a Kulm (ora Chełmno, Polonia) e si conclude alla Scuola Allievi ufficiali dell'esercito prussiano a Groß-Lichterfelde, presso Berlino. Nell'aprile 1885 è assegnato come sottotenente al Reggimento di Fanteria "von Borcke" a Thorn, (ora Toruń, Polonia) e successivamente, nell'aprile 1887, viene trasferito al secondo reggimento di fanteria del Basso Reno a Hagenau (ora Haguenau, Francia). Nel settembre 1888 si prende un anno di aspettativa per viaggiare in Africa dove, per un breve periodo, è assunto dalla Compagnia dell'Africa Orientale Tedesca. Viene poi arruolato come ufficiale dell'esercito coloniale nell'Africa Orientale Tedesca, ora Tanzania, ove partecipa alla battaglia di Dar es Salaam del 18 maggio 1889 contro i rivoltosi di Abushiri. Nel 1890 rientra nei ranghi dell'esercito regolare e dal 1891 al 1894 frequenta la Scuola di guerra prussiana a Berlino. Nel 1895 viene trasferito nei ranghi dello Stato maggiore tedesco. Lo stesso anno sposa Louise Lindner.
Nel 1898 viene promosso a capitano e dall'Ufficio della Marina imperiale tedesca gli viene assegnato il comando di una équipe di rilevatori che dal 1898 al 1899 provvederà ad eseguire le misurazioni topografiche del territorio coloniale di Kiao-Ciao in Cina. Nel 1900 torna in Germania e rientra nei ranghi dello Stato maggiore tedesco e nel 1902 gli viene assegnato il comando di compagnia nel Reggimento di Fanteria "von Boyen" a Tilsit (ora Sovetsk, Russia). Nel 1904 viene promosso al grado di maggiore e trasferito allo Stato maggiore delle truppe coloniali dell'Africa tedesca del Sud-Ovest, ora Namibia.
Dal 1904 al 1907 partecipa alle campagne militari nell'ambito delle Guerre Herero che porterà al genocidio di 80.000-100.000 africani di varie etnie, in particolare Herero e Nama, considerando i caduti in battaglia e le popolazioni schiavizzate, morte per malattia, malnutrizione e superlavoro. Nella battaglia di Nubib viene gravemente ferito alla spalla.
Nel 1910 lascia le truppe coloniali e diventa comandante di battaglione al Reggimento di fanteria "König Ludwig III von Bayern". Nel 1912 viene promosso a tenente colonnello. Nel 1913 viene nominato comandante militare dell'isola di Borkum e nel 1914 diventa colonnello.

### Prima guerra mondiale
Maercker partecipa alle prime operazioni della prima guerra mondiale come comandante del 2º Kurhessisch Infanterie-Rgt. n. 82 per poi comandare, dal gennaio 1916, diverse brigate di fanteria. Nel 1916 è gravemente ferito durante la battaglia della Somme, ma appena un mese dopo è nuovamente in servizio e nell'agosto 1917 combatte nella battaglia delle Fiandre come comandante della 214ª brigata di fanteria. Il 18 agosto 1917 viene promosso a Maggior generale (generale di divisione) e poco dopo viene decorato con l'Ordine Pour le Mérite. Dal gennaio 1918 è comandante della 214ª divisione di fanteria e come tale partecipa alla battaglia di Armentières dove, per i suoi meriti, viene personalmente menzionato nel bollettino di guerra e riceve l'onorificenza delle "fronde di quercia" dell'Ordine Pour le Mérite.

## Tra le due guerre
Attingendo dai quadri della sua divisione di fanteria n. 214, il 14 dicembre del 1918 Maercker creò i Freiwillige Landesjägerkorps; essi furono uno dei primi e più agguerriti Freikorps, o Corpi franchi, a essere costituito e il primo ad essere riconosciuto dal governo, a cui i membri del corpo dovevano giurare fedeltà. Maercker basò i suoi Freiwillige Landesjägerkorps su quattro fondamentali punti che verranno poi ripresi per l'istituzione della nascente Reichswehr:
- ferrea disciplina;
- procedura per la valutazione di lagnanze da parte della truppa;
- istituzione di quadri sindacali;
- istituzione di scuole professionali.

Attivi inizialmente a Berlino, nel febbraio 1919 i Freiwillige Landesjägerkorps furono posti a difesa della nuova Assemblea Nazionale tedesca a Weimar. Nel frattempo la forza crebbe fino al livello di brigata, dimostrando nei continui scontri della guerra civile durante il 1919 di essere un fedele strumento della volontà del governo di Weimar, sconfiggendo, in particolare, l'insurrezione comunista nella Germania centrale.
Il 3 maggio 1919 i Freiwillige Landesjägerkorps furono sciolti e incorporati nel provvisorio esercito tedesco come parte della Reichswehr-Brigade 16 e il 1º novembre 1919 Maercker fu nominato comandante del quarto Distretto militare (Dresda).
Il comportamento di Maercker durante il Putsch di Kapp, indeciso e non del tutto affidabile nei confronti del governo legittimo, portarono l'8 aprile 1920 al suo allontanamento, determinando così la fine della sua carriera militare.

## Opere
- (DE) Unsere Schutztruppe in Ostafrika, ristampa della British Library, Historical Print Editions (2011), Berlin, 1893, ISBN 978-1-241-50870-8.
- (DE) Vom Kaiserheer zur Reichswehr, Leipzig, Koehler, 1921.